# Danny Boyle
Danny Boyle (født 20. oktober 1956) er en britisk filminstruktør. Han er særligt kendt for filmene Trainspotting, 28 dage senere, Sunshine, Slumdog Millionaire, for hvilken han modtog en Oscar for bedste instruktør, og 127 Hours, der har modetaget 3 Golden Globes-nomineringer og 6 Oscar-nomineringer 2011.

## Karriere
Danny Boyle spillefilmsdebuterede i 1996 med filmen Trainspotting. Den blev nomineret til en Oscar og vandt flere priser, bl.a. den danske Bodil for "bedste ikke-amerikanske film".
Boyles næste store projekt, var The Beach, baseret på en bog skrevet af Alex Garland. Den blev dog mindre godt modtaget end Trainspotting.
I 2002 slog Boyle igennem med scifi-gyseren 28 dage senere, der blev en stor økonomisk succes. Boyle blev meget rost for denne film, og man siger han har skabt en helt ny genre inde for sci-fi.[kilde mangler]
I 2007 instruerede Boyle science fiction-filmen Sunshine, med manuskript af Alex Garland. 
Boyles næste film, Slumdog Millionaire, åbnede Toronto Film Festivalen i 2008 og vandt publikumsprisen. Siden modtog den en BAFTA Award, Golden Globe og Oscar for bedste film.
I 2010 udkom 127 Hours, som blev en af årets mest anmelderroste film.
Som efterfølger til Trainspotting, udkom T2 Trainspotting i 2017.